# Ducatul Stiria
Ducatul Stiria (în germană Herzogtum Steiermark, în slovenă Vojvodina Štajerska, în maghiară Stájer Hercegség) a fost un ducat aflat în sudul Austriei și în nordul Sloveniei din zilele noastre. A fost o parte a Sfântului Imperiu Roman până la disoluția acestuia în 1806, apoi a fost o țară a Coroanei în Imperiul Austriac, respectiv în jumătatea cisleithanică a Austro–Ungariei până la destrămarea acesteia în 1918.